# Exposition de Séoul de 1929
L’exposition de Séoul de 1929 (ou exposition Joseon) a été organisée pour marquer le 20e anniversaire de la colonie japonaise en Corée . Elle s'est tenue à au palais de Gyeongbok, a été inaugurée le 12 septembre 1929, a duré jusqu'au 31 octobre 1929, et a été suivie par 986 179 personnes.

## Contenu
En plus d'un hall de réception, il y avait des pavillons de la marine, du riz, de la pêche, des industries du Sud, des industries du Nord, des machines électriques, du ministère des chemins de fer, de Gyeonghoeru et des pavillons de Jeonnam. Le Japon lui-même était représenté par le pavillon domestique.
Il y avait un Pays des enfants avec une locomotive et une image panoramique d'éléphants en Inde, un pavillon des films en mouvement . L'Association architecturale de Chosun avait une exposition de trois maisons modèles montrant l'habitat moderne et le robot Gakutensoku était montré.